# Angra Mainyu
Angra Mainyu (Perzisch: اهریمن) ('kwade/boze geest'; Middelperzisch: Ahriman) is de god van het kwaad in het zoroastrisme, de pre-islamitische religie van Iran (Perzië). Waar de oppergod Ahura Mazdâ staat voor waarheid, licht, orde en leven, daar staat Angra Mainyu voor bedrog, duisternis, chaos en dood. Op grond daarvan staat in de Avesta, het heilige boek van de zoroastriërs, dat hij niet is. Hij probeert volgens de zoroastrische mythologie Ahura Mazdâ's schepping te verzieken. Daarom schiep hij daêva's (demonen) als tegenhangers voor Ahura Mazdâ's ahura's. Angra Mainyu wordt beschouwd als ongeschapen, en maakt daarom geen deel uit van de schepping, maar is daarin slechts een indringer.

## Oorsprong
Het geloof in demonen, bijvoorbeeld geassocieerd met de dood, kwam reeds voor bij de proto-Indo-Iraniërs. Ook bestonden mythen over een goddelijke Tweeling. Zarathustra, grondlegger van het zoroastrisme, heeft zich wellicht hierop gebaseerd voor zijn dualistische systeem, en introduceerde een goede Ahura Mazdâ met als tweelingbroer Angra Mainyu. De eerste zou het licht hebben geschapen, maar de tweede de duisternis. Een belangrijke innovatie van Zarathustra, die niet bewaard bleef in zoroastrische orthodoxie, maar wel in het zurvanisme, is dat Angra Mainyu ervoor koos om slecht te zijn. Als bewijs dat hij wel degelijk goede dingen kon scheppen, zou hij de pauw hebben gemaakt.
In de kunst verschijnt Angra Mainyu in een Sassanidisch reliëf van sjah Ardashîr I. Daarop is hij afgebeeld als mens met dierenoren en slangen in zijn haar.

## Cultus en invloed
Vermoedelijk bestond er een cultus voor Angra Mainyu. Dit wordt gesuggereerd door passages in de Dênkard en Plutarchus' Over Isis en Osiris, en door mythen waarin hij niet als dwaas en zwak wordt afgeschilderd, en waarin Ahura Mazdâ's perfectie wordt ondermijnd. Uit inscripties blijkt dat die cultus van invloed was op de mithraïsche mysteriecultus uit de Romeinse keizertijd. Daarnaast is de manicheïsche notie van de duivel beïnvloed door de zoroastrische voorstelling van Angra Mainyu. 

## Populaire Cultuur
Angra Mainyu of Ahriman komt als figuur ook terug in latere literaire en populaire werken. Een voorbeeld uit de wereldliteratuur is de figuur Arimanes die verschijnt in Lord Byrons Manfred. Hier neemt deze figuur de rol aan van een god van het kwaad die hoog op een bergtop zetelt terwijl verschillende "destinies" en een zekere "nemesis" kwaad berokkenen in zijn naam. In het werk komt de protagonist Manfred de duivelsfiguur Arimanes verzoeken of die Astarte kan oproepen, van wie vermoed wordt dat ze Manfreds geliefde en/of zus zou zijn. 